# Gauliga Generalgouvernement 1941/1942
Gauliga Generalgouvernement 1941/1942 – 1. edycja Gauligi Generalgouvernement, przeznaczona dla mistrzów czterech dystryktów Generalnego Gubernatorstwa, rozegrana systemem pucharowym. Jej zwycięzcą został LSV Boelcke Krakau, który dzięki temu zakwalifikował się do turnieju o mistrzostwo Niemiec.

## Mistrzowie dystryktów
| Dystrykt   | Mistrz             |
| ---------- | ------------------ |
| krakowski  | LSV Boelcke Krakau |
| lubelski   | SS/Polizei Lublin  |
| radomski   | LSV Radom          |
| warszawski | LSV Warschau       |

## Przebieg rozgrywek

### Półfinały
| Drużyna 1          | Wynik | Drużyna 2         |
| ------------------ | ----- | ----------------- |
| LSV Boelcke Krakau | 2:0   | SS/Polizei Lublin |
| LSV Warschau       | 4:1   | LSV Radom         |

### Mecz o 3. miejsce
| Drużyna 1 | Wynik | Drużyna 2         |
| --------- | ----- | ----------------- |
| LSV Radom | 5:2   | SS/Polizei Lublin |

### Finał
| Drużyna 1          | Wynik | Drużyna 2    |
| ------------------ | ----- | ------------ |
| LSV Boelcke Krakau | 1:0   | LSV Warschau |

## Źródła
- Gauliga Generalgouvernement 1941/42